# Fort Campbell North
Fort Campbell North – jednostka osadnicza w Stanach Zjednoczonych, w stanie Kentucky, w hrabstwie Christian.